# Lejkówka szaroblaszkowa

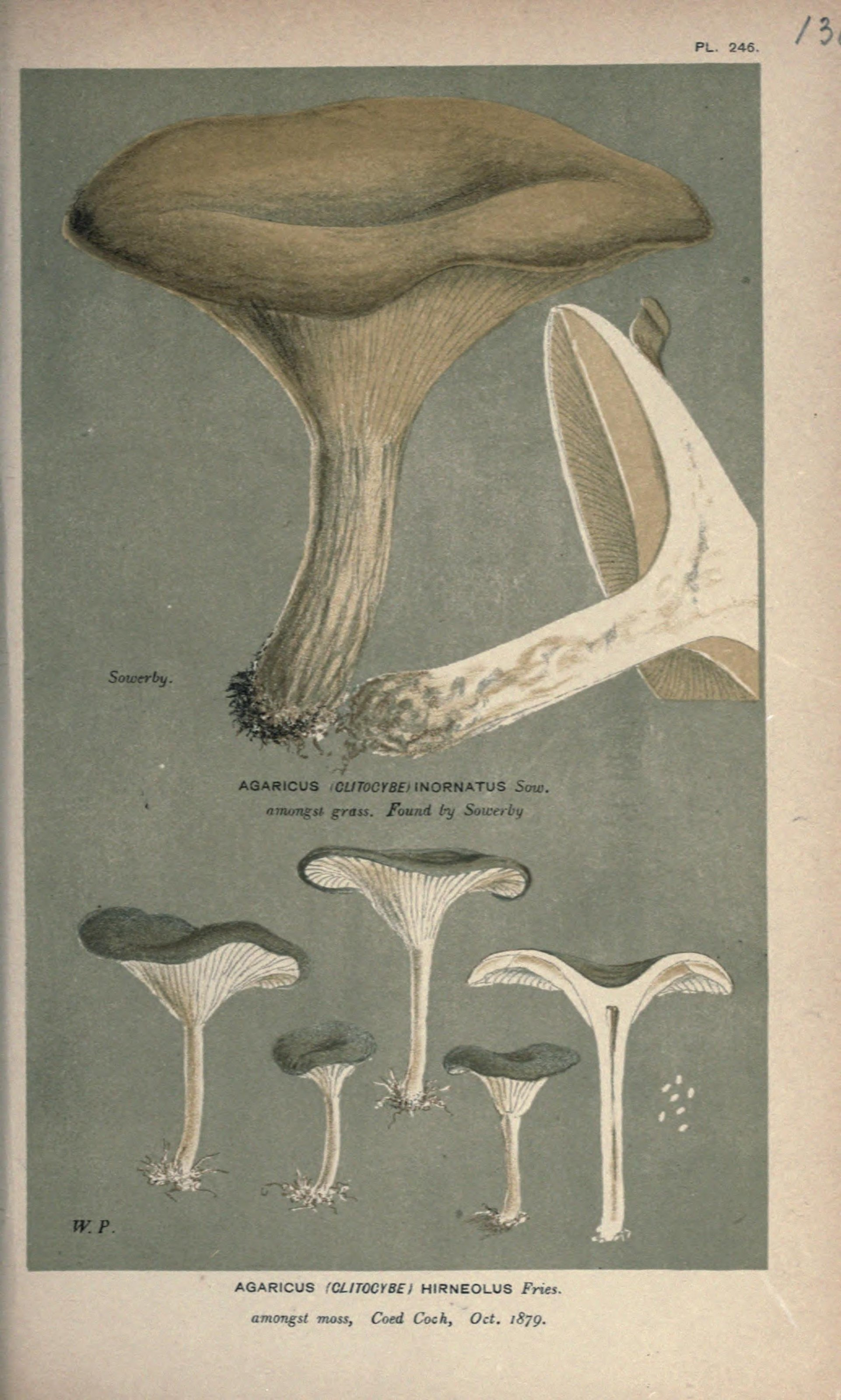

Lejkówka szaroblaszkowa (Atractosporocybe inornata (Sowerby) P. Alvarado, G. Moreno & Vizzini) – gatunek grzybów z rzędu pieczarkowców (Agaricales).

## Systematyka i nazewnictwo
Pozycja w klasyfikacji według Index Fungorum: Atractosporocybe, Incertae sedis, Agaricales, Agaricomycetidae, Agaricomycetes, Agaricomycotina, Basidiomycota, Fungi.
Po raz pierwszy takson ten opisał w 1802 r. Harri Harmaja nadając mu nazwę Agaricus inornatus. Obecną, uznaną przez Index Fungorum nazwę, nadali mu P. Alvarado, G. Moreno i Alfredo Vizzini w 1969 r.
Ma 12 synonimów. Niektóre z nich:
- Clitocybe inornata (Sowerby) Gillet 1874
- Tricholoma inornatum (Sowerby) Sartory & L. Maire 1918[2].

Barbara Gumińska i Władysław Wojewoda w 1983 r. nadali mu polską nazwę lejkówka niepozorna, W. Wojewoda w 2003 r. zmienił ją na lejkówka szaroblaszkowa. Obydwie nazwy są niespójne z aktualną nazwą naukową.

## Morfologia
Kapelusz
Średnica 2–7(9) cm, higrofaniczny, w stanie suchym jaśniejszy. Powierzchnia o barwie kawy z mlekiem, brązowawa, delikatnie filcowata, prążkowana, pomarszczona. Brzeg ciemniejszy, falisty. Skórka daje się ściągnąć.
Blaszki
Szarobiałe, szarobrązowe, wąskie, lekko zbiegające, łatwo oddzielające się od miąższu kapelusza, z międzyblaszkami. Ostrza pofalowane.
Trzon
Powierzchnia jasnoszara, brązowa, łuszcząca się, podstawa z białą filcową grzybnią.
Miąższ
Jasnobiały, wodnisty, na środku kapelusza bardziej mięsisty.
Cechy mikroskopowe
Zarodniki 7–10 × 2,5–4 µm, Q = 1,9–3,1, szkliste, wrzecionowate, gładkie, cienkościenne.

## Występowanie i siedlisko
Lejkówka szaroblaszkowa występuje w Ameryce Północnej, Europie, Azji i Maroku. Najwięcej stanowisk podano w Europie, występuje tu od Morza Śródziemnego po Spitsbergen na Morzu Arktycznym i Islandię na zachodzie. W Polsce W. Wojewoda w 2003 r. przytoczył wiele stanowisk, w późniejszych latach podano następne.
Naziemny grzyb saprotroficzny. Występuje w różnego typu lasach i na organicznych odpadach. Owocniki tworzy zwykle od września do listopada.
Grzyb jadalny.